# My Generation: The Very Best of The Who
Albums de The Who
Thirty Years of Maximum R&B
(1994)
My Generation: The Very Best of The Who est une compilation du groupe de rock britannique The Who.
C'est une présentation du travail accompli par le groupe depuis sa création, présentant un panorama des différentes orientations empruntées par la formation entre 1965 et 1981.